# Fernando Herrero Tejedor
Fernando Herrero Tejedor (Castellón de la Plana, 30 augustus 1920 – Adanero, 12 juni 1975) was een Spaans falangistisch politicus.

## Biografie
Herrero Tejedor promoveerde tot doctor in de rechten aan de Universiteit van Valencia. Tijdens zijn studiejaren sloot hij zich aan bij de fascistische studentenvereniging Sindicato Español Universitario (SEU) die gelieerd was aan de Falange Española. Binnen de SEU vervulde hij tal van bestuursfuncties. Na de machtsovername door generaal Francisco Franco werd de SEU de enige toegestane studentenvereniging (1939).
Na zijn studie vervulde hij tal van openbare functies, waaronder die van civiel gouverneur, achtereenvolgens van Ávila (1955) en van Logroño (tot 1957). Van de provincie Castellón in Valencia was Herrero enige tijd partijsecretaris van de FET y de las JONS (falangistische partij). Vanaf 1957 had hij zitting in de Cortes. In 1961 werd hij plaatsvervangend secretaris-generaal van de Movimiento, zoals de falangistische partij in toenemende mate werd genoemd. Op 4 maart 1975 werd hij benoemd tot minister-secretaris-generaal van de Movimiento. In die functie werd hij terzijde gestaan door Adolfo Suárez, de latere leider van de Movimiento en premier van Spanje tijdens het democratiseringsproces. Herrero onderhield nauwe betrekkingen met de Rooms-katholieke lekenorde Opus Dei.
Herrero bleef minister-secretaris-generaal tot zijn dood op 12 juni 1975. Hij kwam om het leven tijdens een auto-ongeval bij de stad Adanero. José Solís Ruiz volgde hem op als minister-secretaris-generaal. Hij bekleedde deze post van 1957 tot 1969 al een keer eerder.

## Familie
Herrero Tejedor was vanaf 1948 getrouwd met Joaquina Algar Forcada. Een van zijn kinderen, Luis Francisco Herrero-Tejedor Algar (1955) is een bekend Spaans journalist en zit namens de Partido Popular in het Europees Parlement (2004-).